# Cugir
Cugir (in ungherese Kudzsir, in tedesco Kudschir), è una città della Romania di 26 146 abitanti, ubicata nel distretto di Alba, nella regione storica della Transilvania.
Ricerche archeologiche e ritrovamenti occasionali hanno consentito di datare le prime popolazioni dell'area attorno al III secolo a.C., mentre il primo documento in cui viene citata la località, con il nome di Villa Kudzur, è del 1493.